# Metadiaea fidelis
Metadiaea fidelis là một loài nhện trong họ Thomisidae.
Loài này thuộc chi Metadiaea. Metadiaea fidelis được Cândido Firmino de Mello-Leitão miêu tả năm 1929.